# Movimiento Baaz Árabe
El Movimiento Baaz Árabe, (Árabe: حركة البعث العربي Harakat Al-Baath Al-Arabi) también literalmente traducido como Movimiento de la Resurrección Árabe o Movimiento del Renacimiento Árabe, fue el movimiento político baathista y predecesor del Partido Baath Árabe Socialista. El partido fue nombrado por primera vez Movimiento Árabe Ihya (Harakat Al-Ihya Al-'Arabi) literalmente traducido como Movimiento de la Revitalización Árabe, hasta 1943 cuando adoptó el nombre de "Baath".  Fue fundada en 1940 por Michel Aflaq. Sus fundadores, Aflaq y Bitar, estaban asociados con el nacionalismo y el socialismo.

## Historia
El Movimiento se formó en 1940 como el Movimiento Árabe Ihya por el expatriado sirio Michel Aflaq.
Poco después de su fundación, el Movimiento se involucró en actividades anticoloniales militantes nacionalistas árabes, incluyendo Aflaq fundando el Comité Sirio para la Ayuda a Irak que fue creado en 1941 para apoyar el gobierno antibritánico y pro-Eje de Irak contra los británicos durante la Guerra Anglo-Iraquí de 1941. El Comité sirio envió armas y voluntarios para luchar junto a las fuerzas iraquíes contra los británicos.
Aflaq intentó sin éxito ser candidato para las elecciones parlamentarias sirias de 1943. Después de la derrota electoral de Siria, el Movimiento buscó la cooperación con otros partidos en las elecciones en Siria, incluyendo el Movimiento Socialista Árabe de Akram El-Hourani.
El Partido se convirtió en el Partido Baath Árabe en 1947, y el Movimiento Socialista Árabe de El-Hourani se fusionó más tarde en el partido en la década de 1950 para establecer el Partido Baath Árabe Socialista.